# Odontomachus turneri
Odontomachus turneri es una especie de hormiga del género Odontomachus, familia Formicidae. Fue descrita científicamente por Forel en 1900.
Se distribuye por Australia. Se ha encontrado a elevaciones de hasta 900 metros. Habita en la hojarasca, matorrales, en troncos, jardines, debajo de piedras y en nidos.